# Yamaha MT-15
Yamaha MT-15 là một mẫu xe máy được sản xuất bởi Yamaha từ năm 2018. Thiết kế của xe được lấy cảm hứng từ mẫu Yamaha YZF-R15, trong đó sử dụng động cơ xi lanh đơn làm mát bằng nước với dung tích 155cc, đồng thời trang bị khung trước và cơ cấu điều phối van biến thiên (VVA), phuộc hành trình ngược, v.v. Những bộ phận bên ngoài của xe được thiết kế đặc biệt, tuy nhiên kiểu dáng của phần mặt nạ trước lại dựa trên mẫu MT-09 2017.

## Tổng quan
MT-15 bắt đầu được sản xuất tại Thái Lan vào tháng 1 năm 2018. Sau đó, xe gia nhập thị trường Indonesia và sản xuất tại đây kể từ tháng 1 năm 2019. bên cạnh đó, Những phiên bản được xuất khẩu sang Philippines và Việt Nam cũng mang cùng thông số kỹ thuật với Indonesia. Xe bắt đầu được sản xuất tại Malaysia vào tháng 11 năm 2020.
Xe được đưa vào sản xuất tại Ấn Độ từ tháng 4 năm 2020, với phần thân và khung động cơ mang thông số kỹ thuật giống với phiên bản ở Thái Lan, tuy nhiên lại có một số bộ phận khác biệt như phuộc trước, tay đòn, kích thước bánh xe v.v. Mặc dù mang vẻ ngoài khá giống nhau trừ hình dáng của phuộc trước, ABS là trang bị tiêu chuẩn theo thông số của Ấn Độ.